# Mourenx
Mourenx är en kommun i departementet Pyrénées-Atlantiques i regionen Nouvelle-Aquitaine i sydvästra Frankrike. Kommunen ligger i kantonen Lagor som tillhör arrondissementet Pau. År 2022 hade Mourenx 5 744 invånare.

## Befolkningsutveckling
Antalet invånare i kommunen Mourenx
| Referens: INSEE |